# Episodi di Brooklyn Nine-Nine (ottava stagione)
La ottava ed ultima stagione della serie televisiva Brooklyn Nine-Nine è stata trasmessa in prima visione negli Stati Uniti d'America da NBC dal 12 agosto al 16 settembre 2021.
In Italia la stagione è disponibile dal 19 settembre 2022 su Netflix.
| nº | Titolo originale      | Titolo italiano            | Prima TV USA      | Pubblicazione Italia |
| -- | --------------------- | -------------------------- | ----------------- | -------------------- |
| 1  | The Good Ones         | I buoni                    | 12 agosto 2021    | 19 settembre 2022    |
| 2  | The Lake House        | La casa sul lago           | 12 agosto 2021    | 19 settembre 2022    |
| 3  | Blue Flu              | L'influenza blu            | 19 agosto 2021    | 19 settembre 2022    |
| 4  | Balancing             | Una questione di equilibri | 19 agosto 2021    | 19 settembre 2022    |
| 5  | PB & J                | PB & J                     | 26 agosto 2021    | 19 settembre 2022    |
| 6  | The Set Up            | Incastrato                 | 26 agosto 2021    | 19 settembre 2022    |
| 7  | Game of Boyles        | Pappy Boyle                | 2 settembre 2021  | 19 settembre 2022    |
| 8  | Renewal               | Rinnovo                    | 2 settembre 2021  | 19 settembre 2022    |
| 9  | The Last Day (Part 1) | L'ultimo giorno: Parte 1   | 16 settembre 2021 | 19 settembre 2022    |
| 10 | The Last Day (Part 2) | L'ultimo giorno: Parte 2   | 16 settembre 2021 | 19 settembre 2022    |